# Cámara de Representantes de Bélgica

Distribución de escaños en la Cámara tras las elecciones de 2024.

La Cámara de Representantes de Bélgica (en francés: Chambre des Représentants de Belgique, en neerlandés: Belgische Kamer van Volksvertegenwoordigersⓘ  y en alemán: Belgische Abgeordnetenkammer) o, de modo más genérico, la Cámara es una de las dos cámaras del Parlamento Federal belga. La otra es el Senado.
El hemiciclo consta de 150 diputados repartidos en dos grupos lingüísticos, un grupo (63 escaños) francófono y un grupo (87 escaños) neerlandófono. No hay escaños de la región de lengua alemana en el seno de la Cámara por lo que no existe grupo lingüístico germanófono.
Los diputados se adscriben a uno u otro grupo en función de la circunscripción electoral por la que son elegidos. Para los electos del distrito de Bruselas, la lengua en la que prestan su juramento determina el grupo lingüístico al que se adscriben.
Las leyes especiales precisan además de una mayoría de dos tercios también mayoría en cada uno de los grupos lingüísticos para que puedan ser aprobadas o enmendadas. Esto no sucede con las leyes normales.

## Composición

### La Mesa
| Cargo                         | Titular         | Lista |
| ----------------------------- | --------------- | ----- |
| Presidente                    | Peter De Roover | N-VA  |
| Líder de la Mayoría           | Ahmed Laaouej   | PS    |
| Líder de la Oposición         | Barbara Pas     | VB    |
| Fuente: Parlamento de Bélgica |                 |       |

## Resultados electorales
Los resultados hicieron que la Nueva Alianza Flamenca siguiera siendo el partido más grande en el parlamento, mientras que el actual gobierno de coalición liderado por el Primer Ministro Alexander De Croo y sus Liberales y Demócratas Flamencos Abiertos perdieron su mayoría. El Movimiento Reformista surgió como el partido más grande en Bruselas y Valonia .
|  | 16.71 % |

|  | 13.77 % |

|  | 10.26 % |

|  | 9.86 % |

|  | 8.11 % |

|  | 8.04 % |

|  | 7.98 % |

|  | 6.77 % |

|  | 5.45 % |

|  | 4.65 % |

|  | 2.93 % |

|  | 1.20 % |

|  | 1.08 % |

|  | 0.92 % |

|  | 0.62 % |

|  | 0.51 % |

|  | 0.36 % |

|  | 0.23 % |

|  | 0.15 % |

|  | 0.10 % |

|  | 0.09 % |

|  | 0.08 % |

|  | 0.06 % |

|  | 0.05 % |

|  | 0.03 % |

|  | 94.37 % |

|  | 5.63 % |

|  | 100.00 % |

|  | 88.45 % |

## Histórico de resultados y distribución de escaños
| 57  | 11   | 15  | 22  | 11   | 25  | 57   | 14 |
| PSB | Otr. | PRL | PVV | DéFi | CDH | CD&V | VU |

| 35 | 26  | 10   | 24  | 28  | 8   | 18  | 43   | 20 |
| PS | Vo. | Otr. | PRL | PVV | FDF | CDH | CD&V | VU |

| 35 | 32  | 14   | 24  | 22  | 20  | 49   | 16 |
| PS | Vo. | Otr. | PRL | PVV | CDH | CD&V | VU |

| 40 | 32  | 14   | 23  | 25  | 19  | 43   | 16 |
| PS | Vo. | Otr. | PRL | PVV | CDH | CD&V | VU |

| 35 | 28  | 10 | 14   | 20  | 26  | 18  | 39   | 10 | 12 |
| PS | Vo. | EC | Otr. | PRL | PVV | CDH | CD&V | VU | VB |

| 21 | 20  | 6  | 5  | 2  | 21  | 18      | 12  | 29   | 5  | 11 |
| PS | Vo. | EC | GR | O. | VLD | PRL-Déf | CDH | CD&V | VU | VB |

| 19 | 14  | 11 | 9  | 23  | 18      | 10  | 22   | 8  | 15 |
| PS | Vo. | EC | GR | VLD | PRL-Déf | CDH | CD&V | VU | VB |

| 25 | 23  | 6    | 25  | 24 | 8   | 21   | 18 |
| PS | Vo. | Otr. | VLD | MR | CDH | CD&V | VB |

| 20 | 14  | 8  | 5    | 18  | 23 | 10  | 30        | 5   | 18 |
| PS | Vo. | EC | Otr. | VLD | MR | CDH | CD&V-N-VA | LLD | VB |

| 26 | 13  | 8  | 5  | 2  | 13  | 18 | 9   | 17   | 27   | 12 |
| PS | Vo. | EC | GR | O. | VLD | MR | CDH | CD&V | N-VA | VB |

| 23 | 13  | 6  | 6  | 8    | 14  | 20 | 9   | 18   | 33   |
| PS | Vo. | EC | GR | Otr. | VLD | MR | CDH | CD&V | N-VA |

| 12  | 20 | 9   | 13 | 8  | 2  | 12  | 14 | 5   | 12   | 25   | 18 |
| PTB | PS | Vo. | EC | GR | O. | VLD | MR | CDH | CD&V | N-VA | VB |

| 15  | 16 | 13  | 6  | 4  | 7   | 20 | 14 | 11   | 24   | 20 |
| PTB | PS | Vo. | GR | O. | VLD | MR | LE | CD&V | N-VA | VB |

a Desde 1978 hasta 1995 el mínimo para ser representado en la columna de resultados es haber obtenido ocho escaños o más. Si una formación no alcanza este umbral, será agrupada bajo la categoría de "Otros". Desde 1995 en adelante, debe superar los 5 escaños o más.